# Serra de Pilàs
La Serra de Pilàs és una serra situada a cavall dels termes municipals d'Alt Àneu, dins del territori de l'antic terme d'Isil, i de la Guingueta d'Àneu, a la comarca del Pallars Sobirà, dins del territori de l'antic terme d'Unarre.
Amb una elevació màxima de 2.625,4 metres, separa la capçalera dels barrancs de Comamala i d'Estanyardo, afluents de capçalera de la Noguera Pallaresa, a ponent, de la vall del Barranc de Nyiri, afluent del Riu d'Unarre. Al seu extrem nord-oriental hi ha el Mont-roig, i al sud-occidental, l'Estanyardo i el Pic de Pilàs. El Serrat Estanyero fa de contrafort sud-oriental seu.